# Тру-де-Фер
Тру-де-Фер (фр. Trou de Fer; англ. Iron Hole, укр. Залізний отвір) — каньйон і однойменні водоспади на півночі французького острова Реюньйон, що відкривається до узбережжя Індійського океану, в муніципалітеті Салазі на кордоні з муніципалітетом Бра-Панон.

## Географія
Геологічно каньйон являє собою депресію на схилах вулканічного масиву Пітон-де-Неж. Головна річка ущелини Брас-де-Каверне (фр. Bras de Caverne), притока Рів'єр-дю-Мат (фр. Rivière du Mât). Перепад висот більше 300 м. Каньйон складається з двох окремих частин: великий цирк, зі схилів якого стікає 6 водоспадів (висота падіння 210 м), і вузька ущелина на виході, яка становить більшу частину довжини каньйону. Впродовж року водоспади у верхів'ї витрачають досить малу кількість води, або пересихають зовсім. Водоспади нижче за течією живляться численними гірськими струмками й несуть достатню кількість води впродовж усього року.
Максимальна загальна висота водоспаду становить 725 м, за іншими даними 695 м.